# Clear Creek County

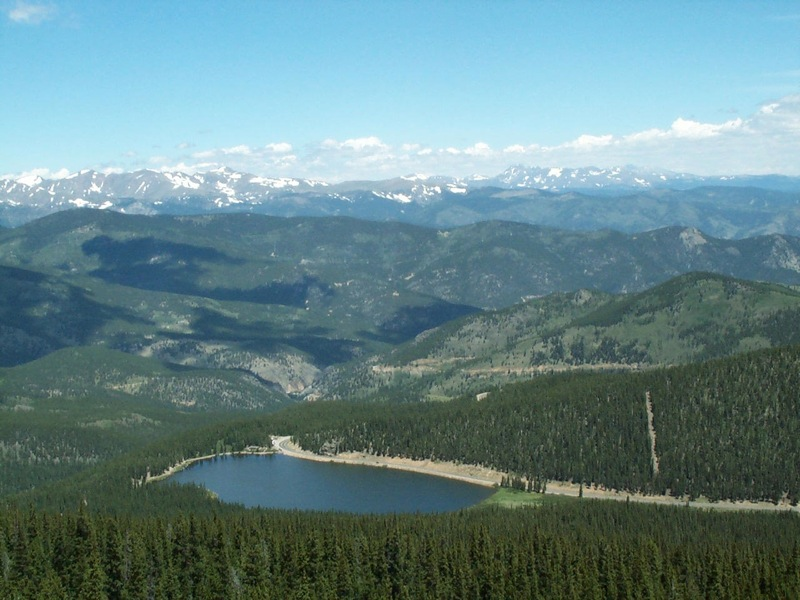
Der Echo Lake im Echo Lake Park

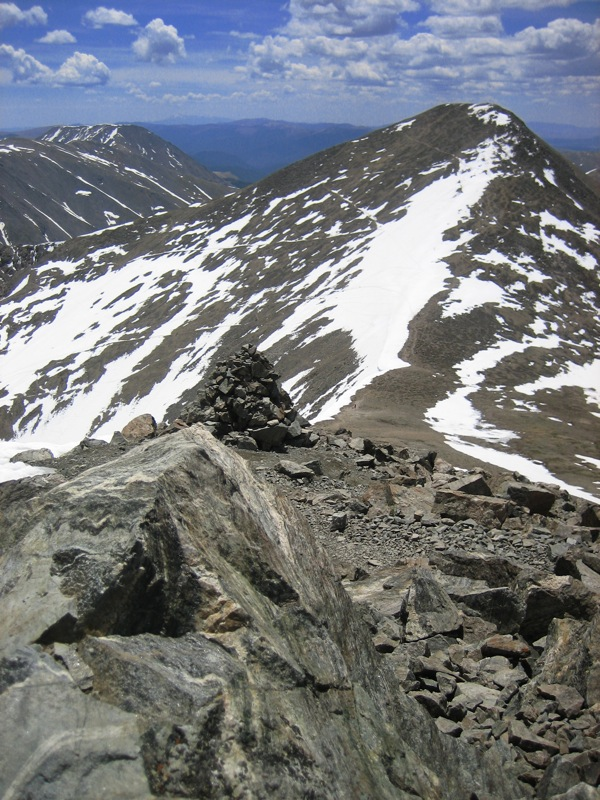
Der Grays Peak

Das Clear Creek County [klɪɹ kɹiːk], benannt nach dem gleichnamigen Fluss Clear Creek („klarer Bach“), ist ein County im US-amerikanischen Bundesstaat Colorado. Im Jahr 2010 hatte das County 9088 Einwohner und eine Bevölkerungsdichte von 8,9 Einwohnern pro Quadratkilometer. Bis 2013 verringerte sich die Einwohnerzahl auf 9031. Der Verwaltungssitz (County Seat) ist Georgetown.

## Geografie
Das Clear Creek County liegt im nördlichen Zentrum Colorados in der vorderen Bergkette (Front Range) der Rocky Mountains, westlich von Denver. Von nordöstlicher Richtung (Denver) schlängelt sich die Interstate 70 durch das Gebirge in Richtung Osten, in deren Einzugsgebiet die einzigen größeren Ortschaften liegen. Sie führt auf ihrem Weg zur westlichen Countygrenze durch den Kurort Idaho Springs (an dem von Norden herkommend die berüchtigte „Oh My God Road“ endet), durch die alte Bergbaustadt Georgetown und schließlich durch das Loveland-Skigebiet. Die Region am Loveland-Pass ist ein beliebtes Ziel für Wintersportler. Wenige Kilometer dahinter beginnt bereits der benachbarte Bezirk Summit, der durch den Eisenhower-Tunnel erreicht wird.
Im Süden hat das Clear Creek County an der Grenze zum Park County den größeren Anteil am Mount-Evans-Wildschutzgebiet.
An das Clear Creek County grenzen folgende Nachbarcountys:
| Grand County  |             | Gilpin County    |
| Summit County |             | Jefferson County |
|               | Park County |                  |

### Berge
| - Grays Peak (4349 m) - Torreys Peak (4349 m) | - Mount Blue Sky (4348 m) - Mount Bierstadt (4285 m) |

### Flüsse
- Clear Creek
- Bear Creek

## Geschichte
Das Clear Creek County gehört zu den 17 im Rahmen der Staatsgründung 1861 festgelegten Countys und ist neben dem Gilpin das einzige, das noch in seinen ursprünglichen Grenzen besteht.
1867 wurde der Verwaltungssitz von Idaho Springs nach Georgetown verlegt.

## Bevölkerung
Nach der Volkszählung im Jahr 2010 lebten im Clear Creek County 9088 Menschen in 4013 Haushalten. Die Bevölkerungsdichte betrug 8,9 Einwohner pro Quadratkilometer. In den 4013 Haushalten lebten statistisch je 2,23 Personen.
Ethnisch betrachtet setzte sich die Bevölkerung zusammen aus 95,5 Prozent Weißen, 0,9 Prozent Afroamerikanern, 1,2 Prozent amerikanischen Ureinwohnern, 0,8 Prozent Asiaten, 0,1 Prozent Polynesiern sowie aus anderen ethnischen Gruppen; 1,6 Prozent stammten von zwei oder mehr Ethnien ab. Unabhängig von der ethnischen Zugehörigkeit waren 5,1 Prozent der Bevölkerung spanischer oder lateinamerikanischer Abstammung.
15,1 Prozent der Bevölkerung waren unter 18 Jahre alt, 68,0 Prozent waren zwischen 18 und 64 und 16,9 Prozent waren 65 Jahre oder älter. 48,3 Prozent der Bevölkerung waren weiblich.

Das jährliche Durchschnittseinkommen eines Haushalts lag bei 60.517 USD. Das Pro-Kopf-Einkommen betrug 36.015 USD. 9,8 Prozent der Einwohner lebten unterhalb der Armutsgrenze.

## Kultur und Sehenswürdigkeiten

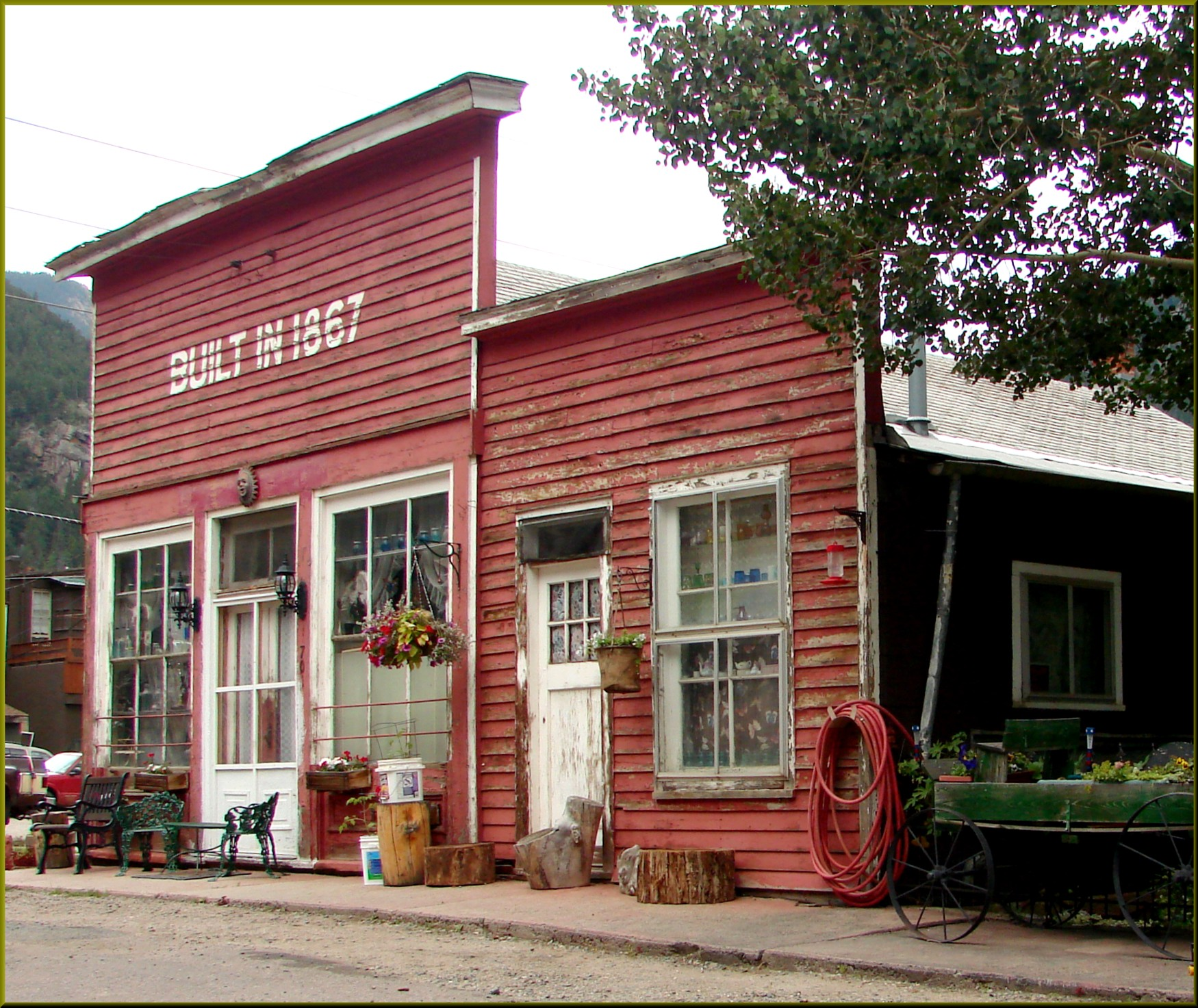
Altes Geschäftsgebäude im Georgetown-Silver Plume Historic District (2013). Dieser historische Bezirk entstand in der zweiten Hälfte des 19. Jahrhunderts und wurde im November 1966 als National Historic Landmark anerkannt.

25 Bauwerke und historische Bezirke (Historic Districts) des Countys sind im National Register of Historic Places („Nationales Verzeichnis historischer Orte“; NRHP) eingetragen (Stand 19. August 2022), wobei der Georgetown-Silver Plume Historic District den Status eines National Historic Landmarks („Nationales historisches Wahrzeichen“) hat.

## Ortschaften im Clear Creek County
City
- Idaho Springs

Towns
- Empire
- Georgetown
- Silver Plume

Census-designated places (CDP)
- Downieville-Lawson-Dumont
- Floyd Hill
- Saint Marys
- Upper Bear Creek

Unincorporated Communities
| - Alice - Berthoud Falls - Black Eagle Mill | - Downieville1 - Dumont1 - Lawson1 |

1 - Bestandteil der CDP Downieville-Lawson-Dumont

Daneben existieren im Clear Creek County noch mehrere ehemalige Ortschaften, so genannte
Ghost towns
- Bakerville
- Silver Creek
- Silver Dale

## Gliederung
Das Clear Creek County ist in zwei Census County Divisions (CCD) eingeteilt:
| CCD               | Einwohner (2010) | FIPS     |
| ----------------- | ---------------- | -------- |
| Georgetown CCD    | 2519             | 08-91463 |
| Idaho Springs CCD | 6569             | 08-91843 |